# Классическая борьба на летней Спартакиаде народов СССР 1959
Соревнования по классической борьбе в рамках II летней Спартакиады народов СССР проходили в Москве с 9 по 12 августа 1959 года. Одновременно турнир имел статус 28-го Чемпионата СССР по классической борьбе. В соревнованиях участвовало 136 спортсменов от 15 союзных республик и городов Москвы и Ленинграда.

## Медалисты
| Весовая категория         | Золото                                          | Серебро                                     | Бронза                                     |
| ------------------------- | ----------------------------------------------- | ------------------------------------------- | ------------------------------------------ |
| До 52 кг Наилегчайший вес | Николай Соловьёв «Трудовые резервы» (Ленинград) | Наиль Гараев «Трудовые резервы» (Куйбышев)  | Армаис Саядов «Динамо» (Баку)              |
| До 57 кг Легчайший вес    | Олег Караваев «Буревестник» (Минск)             | Борис Гуревич «Труд» (Москва)               | Годерази Читашвили «Буревестник» (Тбилиси) |
| До 62 кг Полулёгкий вес   | Владимир Сташкевич «Динамо» (Ростов-на-Дону)    | Ю. Желыгин «Буревестник» (Ленинград)        | С. Миронов «Трудовые резервы» (Москва)     |
| До 67 кг Лёгкий вес       | Рефат Аблаев «Динамо» (Ташкент)                 | Виктор Васин «Динамо» (Киев)                | Иван Коршунов «Красное Знамя» (Минск)      |
| До 73 кг Полусредний вес  | Владимир Росин Вооружённые Силы (Москва)        | Юрий Зеленин «Динамо» (Ташкент)             | Григорий Гамарник «Динамо» (Киев)          |
| До 79 кг Средний вес      | Анатолий Колесов «Буревестник» (Казахская ССР)  | Виктор Реков Вооружённые Силы (Москва)      | Николай Чучалов «Красное Знамя» (Минск)    |
| До 87 кг Полутяжёлый вес  | Аркадий Ткачёв «Водник» (Астрахань)             | Алексей Ванин Вооружённые Силы (Москва)     | Меинхард Ниглас «Калев» (Таллин)           |
| Свыше 87 кг Тяжёлый вес   | Иван Богдан Вооружённые Силы (Киев)             | Валентин Николаев «Динамо» (Ростов-на-Дону) | Анатолий Парфёнов «Динамо» (Москва)        |

## Призёры Спартакиады
| Команда             | Золото | Серебро | Бронза | Всего |
| ------------------- | ------ | ------- | ------ | ----- |
| РСФСР               | 2      | 2       |        | 4     |
| Москва              | 1      | 3       | 2      | 6     |
| Украинская ССР      | 1      | 1       | 1      | 3     |
| Ленинград           | 1      | 1       |        | 2     |
| Узбекская ССР       | 1      | 1       |        | 2     |
| Белорусская ССР     | 1      |         | 2      | 3     |
| Казахская ССР       | 1      |         |        | 1     |
| Эстонская ССР       |        |         | 1      | 1     |
| Грузинская ССР      |        |         | 1      | 1     |
| Азербайджанская ССР |        |         | 1      | 1     |